# 韮山反射爐
韮山反射爐（日语：／ Nirayama Hansharo */?）是位於日本静岡縣伊豆之國市韮山町的一個反射爐遺跡。也是日本唯一現存的實用反射爐，被指定為史跡。韮山反射爐和萩反射爐（山口縣萩市）是日本僅有的現存的近代反射爐。2015年，作為九州、山口的近代化工業遺產群的一部分，韮山反射爐被列入世界文化遺產。